# Lymanopoda shefteli
Lymanopoda shefteli is een vlinder uit de onderfamilie Satyrinae van de familie Nymphalidae. De wetenschappelijke naam van de soort is voor het eerst geldig gepubliceerd in 1913 door Harrison Gray Dyar.